# Championnat d'Asie de l'Ouest de football 2000
Navigation
Syrie 2002
Le Championnat d'Asie de l'Ouest de football 2000 est la toute première édition de la compétition de football opposant les équipes des pays et territoires situés en Asie de l'Ouest. Elle est organisée par la Fédération d'Asie de l'Ouest de football (WAFF). C'est la Jordanie qui accueille le tournoi, à Amman.
Les six membres fondateurs de la fédération participent au tournoi, tout comme le Kirghizistan et le Kazakhstan, invitées par la WAFF. Un premier tour voit les équipes réparties en 2 poules de 4, où chacun affronte une fois ses adversaires. Les 2 premiers de chaque poule sont qualifiés pour la phase finale, disputée en demi-finales et finale.
C'est l'équipe d'Iran, en majorité composée d'internationaux espoirs, qui remporte la compétition pour la première fois, en battant la Syrie.

## Équipes participantes
- Jordanie (Pays organisateur)
- Iran
- Palestine
- Syrie
- Irak
- Liban
- Kirghizistan - Equipe invitée
- Kazakhstan - Equipe invitée

## Compétition

### Groupe A
| Classement final |            |     |   |   |   |   |    |    |      |
|                  | Équipe     | Pts | J | G | N | P | BP | BC | Diff |
| 1                | Iran       | 7   | 3 | 2 | 1 | 0 | 5  | 1  | +4   |
| 2                | Syrie      | 6   | 3 | 2 | 0 | 1 | 5  | 1  | +4   |
| 3                | Kazakhstan | 3   | 3 | 1 | 0 | 2 | 3  | 9  | -6   |
| 4                | Palestine  | 1   | 3 | 0 | 1 | 2 | 3  | 5  | -2   |

| 24 mai | Iran       | 3 | 0 | Kazakhstan |
|        | Syrie      | 1 | 0 | Palestine  |
| 26 mai | Syrie      | 4 | 0 | Kazakhstan |
|        | Iran       | 1 | 1 | Palestine  |
| 28 mai | Kazakhstan | 3 | 2 | Palestine  |
|        | Iran       | 1 | 0 | Syrie      |

| 24 mai 2000 | Iran                          | 3 - 0 | Kazakhstan | Stade international d'Amman, Amman |
|             | Karimi 6e 73e · Hashemian 45e |       |            |                                    |

| 24 mai 2000 | Palestine | 0 - 1 | Syrie         | Stade international d'Amman, Amman |
|             |           |       | Al Beetar 80e |                                    |

| 26 mai 2000 | Kazakhstan | 0 - 4 | Syrie                                                          | Stade international d'Amman, Amman |
|             |            |       | Azzam 26e · Al Boushy 56e · Al-Haj Mustafa 57e · Al Beetar 82e |                                    |

| 26 mai 2000 | Iran        | 1 - 1 | Palestine  | Stade international d'Amman, Amman |  |
|             | Samereh 54e |       | Lafi 90+2e |                                    |  |

| 28 mai 2000 | Palestine               | 2 - 3 | Kazakhstan                         | Stade international d'Amman, Amman |  |
|             | Lafi 55e · Al-Faran 83e |       | Kadyrkulov 29e 88e · Bogatyrev 43e |                                    |  |

| 28 mai 2000 | Iran              | 1 - 0 | Syrie | Stade international d'Amman, Amman |
|             | Karimi 60e (pen.) |       |       |                                    |

### Groupe B
| Classement final |              |     |   |   |   |   |    |    |      |
|                  | Équipe       | Pts | J | G | N | P | BP | BC | Diff |
| 1                | Irak         | 7   | 3 | 2 | 1 | 0 | 6  | 1  | +5   |
| 2                | Jordanie     | 5   | 3 | 1 | 2 | 0 | 2  | 0  | +2   |
| 3                | Liban        | 4   | 3 | 1 | 1 | 1 | 3  | 2  | +1   |
| 4                | Kirghizistan | 0   | 3 | 0 | 0 | 3 | 0  | 8  | -8   |

| 23 mai | Jordanie | 2 | 0 | Kirghizistan |
|        | Irak     | 2 | 1 | Liban        |
| 25 mai | Liban    | 2 | 0 | Kirghizistan |
|        | Irak     | 0 | 0 | Jordanie     |
| 27 mai | Irak     | 4 | 0 | Kirghizistan |
|        | Jordanie | 0 | 0 | Liban        |

| 23 mai 2000 | Jordanie                               | 2 - 0 | Kirghizistan | Stade international d'Amman, Amman |
|             | Abou Zamaa 28e (pen.) · Al-Shaqran 68e |       |              |                                    |

| 23 mai 2000 | Irak                                      | 2 - 1 | Liban    | Stade international d'Amman, Amman |  |
|             | Abbas Obeid 63e (pen.) · Hussam Fawzi 66e |       | Zein 15e |                                    |  |

| 25 mai 2000 | Liban                | 2 - 0 | Kirghizistan | Stade international d'Amman, Amman |
|             | Zein 41e · Antar 76e |       |              |                                    |

| 25 mai 2000 | Jordanie | 0 - 0 | Irak | Stade international d'Amman, Amman |  |
|             |          |       |      |                                    |  |

| 27 mai 2000 | Irak                                         | 4 - 0 | Kirghizistan | Stade international d'Amman, Amman |
|             | Razzaq Farhan 28e 35e 75e · Husham Fiead 67e |       |              |                                    |

| 27 mai 2000 | Jordanie | 0 - 0 | Liban | Stade international d'Amman, Amman |  |
|             |          |       |       |                                    |  |

### Tableau final
|  | Demi-finales | Demi-finales |                        |       | Finale | Finale |
|  | Demi-finales | Demi-finales |                        |       | Finale | Finale |
|  |              |              |                        |       |        |        |
|  |              |              |                        |       |        |        |
|  |              |              |                        |       |        |        |
|  | Iran.        | 1            |                        |       |        |        |
|  | Iran.        | 1            |                        |       |        |        |
|  | Jordanie     | 0            |                        |       |        |        |
|  | Jordanie     | 0            | Syrie                  | 0     |        |        |
|  |              |              | Syrie                  | 0     |        |        |
|  |              | Iran         | 1                      |       |        |        |
|  | Irak         | Iran         | 1                      | 0 (3) |        |        |
|  | Irak         |              |                        | 0 (3) |        |        |
|  | Syrie t.a.b. | 0 (5)        |                        |       |        |        |
|  | Syrie t.a.b. | 0 (5)        | Match pour la 3e place |       |        |        |
|  |              |              |                        |       |        |        |
|  |              |              |                        |       |        |        |
|  |              |              |                        |       |        |        |
|  | Irak         | 4            |                        |       |        |        |
|  | Irak         | 4            |                        |       |        |        |
|  | Jordanie     | 1            |                        |       |        |        |
|  | Jordanie     | 1            |                        |       |        |        |

#### Demi-finales
| 31 mai 2000 | Iran       | 1 - 0 | Jordanie | Stade international d'Amman, Amman |
|             | Karimi 17e |       |          |                                    |

| 31 mai 2000 | Irak            | 0 - 0 t.a.b. | Syrie | Stade international d'Amman, Amman |  |
|             |                 |              |       |                                    |  |
|             | Tirs au but 3-5 |              |       |                                    |  |

#### Match pour la3eplace
| 3 juin 2000 | Irak                                                       | 4 - 1 | Jordanie   | Stade international d'Amman, Amman |  |
|             | Razzaq Farhan 16e, 74e · Ahmad Kazhim 30e · Hamza Hadi 37e |       | Tadrus 48e |                                    |  |

#### Finale
| 3 juin 2000 | Iran               | 1 - 0 | Syrie | Stade international d'Amman, Amman |
|             | Bakhtiarizadeh 36e |       |       |                                    |

| Championnat d'Asie de l'Ouest 2000 Vainqueur Iran Premier titre |

## Meilleurs buteurs
5 buts
- Razzak Farhan